# Тангра ТанНакРа
През 1997 г. е регистрирана ТАНГРА ТанНакРа ОБЩОБЪЛГАРСКА ФОНДАЦИЯ. За Почетен председател е избран писателят и изследовател на древната българска история Йордан Т. Вълчев /1924-1998/. Председател и до днес е Петко Н. Колев. Съпредседатели са Милен С. Люцканов и Димитър М. Димитров до 2024 година. 
Основен издателски продукт на ФОНДАЦИЯТА е ВЕЧНИЯТ КАЛЕНДАР НА БЪЛГАРИТЕ, който излиза ежегодно като стенен календар вече 28 поредни години.  
Многогодишните усилия на ТАНГРА ТанНакРа допринасят основополагащият документ Именник на българските владетели и свързаният с него Древнобългарски циклов календар да влязат в учебниците по история. Те стават популярно знание за българската общественост. Основният резултат е, че е оборена тюркската теория за произхода на древните българи, които принадлежат към индоевропейските народи.
- През 2009 г. фондацията възражда ДРУЖБА РОДИНА – патриотичната организация на българите-мохамедани от 30-те и 40-те години на ХХ век.
- Фондацията организира издигането в София на паметника на Джон Атанасов – признатият в САЩ изобретател на първата цифрова смятаща машина – компютър, който се гордее с българския си произход. Заснети са филми за посещениятя на семейството му в България.
- Идея и дело на ТАНГРА ТанНакРа е да бъдат популяризирани ценните артефакти Меч на кан Кубрат и Седем-лъчевата розета от Плиска като възстановки.
- Редица години поддържа Националния конкурс РОДОЛЮБИЕ до преминаването му под патронажа на Синдиката на българските учители.
- Фондацията подпомогна финансово почистването на гипсовите налепи по Мадарския скален релеф.
- ТАНГРА ТанНакРа организира серия научни експедиции в района на Средна Азия – Таджикистан, южен Узбекистан, северен Афганистан и Иран за регистриране на културната приемственост на българите със сако-сарматския свят. Със спомоществователството на БНТ  и редица фирми са заснети филми, качени в YouTube за свободно гледане. Режисьор на филмите е проф. Александър Илиев.
- Фондацията подпомага документалната филмова поредица БЪЛГАРИЯ, КОЯТО СЪГРАДИХМЕ.
- През 2020 г. председателят на фондацията самостоятелно издава книгата АНТИ БАЙ ГАНЬО – Книга за Българите и през 2022 г. продуцира едноименния филм за целите на разбиването на МАТРИЦАТА БАЙ ГАНЬО. Филмът може да се гледа в YouTube.
- Многократно през годините са изнасяни беседи пред български общности зад граница.

## Цели
- Да се възроди истината за историческото място и значение на българите в световната цивилизация и култура.
- Да се информира световната общественост за мястото, ролята и значението на цивилизацията на прабългарите.

## Издания
- поредицата „Българската вечност“, в която излизат книги на Тодор Чобанов, Йордан Вълчев, Александър Илиев, Руслан Костов, Георги Велев, Йордан Колев, Николай Овчаров, Димитър Овчаров, Георги Владимиров, Николай Павлов, Андрей Пантев, Александър Фол, Марко Семов, Петър Добрев и др.,
- поредицата „България: Пътеводители“,
- поредицата „Подбрани извори за българската история“.